# Danuta Piecyk
Danuta Zdzisława Piecyk (ur. 27 września 1950 w Stargardzie Szczecińskim, zm. 13 kwietnia 2011 w Olsztynie) – polska lekkoatletka, sprinterka i płotkarka.

## Kariera
Zawodniczka LKS Pomorze Stargard i Gwardii Olsztyn. Olimpijka z Monachium (1972).
Rekordzistka świata w biegu na 400 m przez płotki – 56,7 (wynik uzyskany 11 sierpnia 1973 w Warszawie). Piąta (1971 - 3:35.28) i czwarta (1974 – 3:26,4) w biegu sztafetowym 4 × 400 m podczas mistrzostw Europy na stadionie. W halowych mistrzostwach Europy wywalczyła dwa brązowe medale w sztafecie 4 × 2 okrążenia (1973 – 3:11,65, 1975 – 2:49,5).
23-krotna rekordzistka Polski w biegach na 400 m, 400 m pł, reprezentacyjnych i klubowych sztafetach 4 × 100 i 4 × 400 metrów. Mistrzyni Polski w biegu na 400 m (1975), 3-krotna mistrzyni kraju w biegu na 400 m pł (1973, 1974, 1975), 2-krotna mistrzyni w biegu na 4 × 400 m (1971, 1973). W hali zdobyła dwa tytuły mistrzowskie na 400 m (1973, 1975). Rekordy życiowe: 100 m – 11,8 (1972), 200 m – 23,8 (1974), 400 m – 52,3 (1972) i 52,62 (1972), 200 m pł – 28,2 (1970), 400 m pł – 56,83 (1974). Po zakończeniu kariery sportowej została policjantką. Mieszkała w Olsztynie.